# Папајкоу
Папајкоу (енгл. Papaikou) насељено је место за статистичке потребе у америчкој савезној држави Хаваји. По попису становништва из 2010. у њему је живело 1.314 становника.

## Демографија
Према попису становништва из 2010. у граду је живело 1.314 становника, што је -100 (-7.1%) становника више него 2000. године.
| Група             | 2000.       | 2010.       |
| Белци             | 206 (14,6%) | 229 (17,4%) |
| Афроамериканци    | 7 (0,5%)    | 1 (0,1%)    |
| Азијати           | 648 (45,8%) | 539 (41,0%) |
| Хиспаноамериканци | 97 (6,9%)   | 160 (12,2%) |
| Укупно            | 1.414       | 1.314       |